# Hipertonia muscular
La hipertonia muscular (o senzillament hipertonia, referit als músculs) és un terme de vegades usat sinònimament amb espasticitat i rigidesa en la literatura que comporta danys al sistema nerviós central, concretament les lesions de les motoneurones superiors. La deteriorada capacitat de les motoneurones danyades per regular les vies descendents dona lloc a reflexos espinals desordenats, una excitabilitat més gran dels fusos musculars i una disminució de la inhibició sinàptica. Aquestes conseqüències donen lloc a un augment simptomàtic del to muscular, dels músculs afectats. Alguns autors suggereixen que la definició actual d'espasticitat, la sobreactivitat depenent de la velocitat del reflex osteotendinós, no és suficient ja que no té en compte els pacients que presenten un to muscular augmentat en absència d'una sobreactivitat d'aquest reflex en l'estirament. En canvi, suggereixen que la "hipertonia reversible" és més adequada i representa una condició tractable que respon a diverses modalitats de farmacoteràpia i/o fisioteràpia.